# Peter Olayinka
Peter Olayinka (Ibadan, 16 november 1995) is een Nigeriaanse voetballer. Hij is een aanvaller en speelt sinds 2018 bij SK Slavia Praag.

## Carrière

### Beginjaren
Peter Olayinka voetbalde in zijn geboorteland Nigeria voor 36 Lion FC toen hij ontdekt werd door het Albanese Bylis Ballsh. In januari 2012 stapte hij over Bylis Ballsh, dat hem eerst bij de jeugd onderbracht. Op 20 oktober 2012 maakte hij de toen 16-jarige spits in de competitiewedstrijd tegen Luftëtari Gjirokastër zijn officieel debuut. Op 3 februari 2013 scoorde hij in een bekerduel tegen Teuta Durrës zijn eerste doelpunt. Olayinka en zijn ploegmaats stootten uiteindelijk door tot de finale, waarin na verlengingen verloren werd van KF Laçi.
In het seizoen 2012/13 wist Bylis Ballsh net aan de degradatie te ontsnappen, waarna de door verscheidene clubs begeerde Olayinka andere oorden wilde opzoeken. De speler vroeg de FIFA om hem als vrije speler te laten gaan, maar de wereldvoetbalbond oordeelde dat hij nog onder contract lag bij Bylis Ballsh. Om toch voor een andere club te kunnen spelen, sloot hij zich uiteindelijk aan bij het Noord-Cypriotische Yenicami Ağdelen. Omdat Noord-Cyprus niet bij de FIFA is aangesloten, kon Olayinka er spelen zonder toestemming van de wereldvoetbalbond. Olayinka werd met Yenicami kampioen en bereikte ook de bekerfinale.
In de zomer van 2014 tekende Olayinka bij zowel KF Kukësi als Skënderbeu. Hij sloot zich uiteindelijk aan bij Skënderbeu, waar hij als de vervanger van spits Pero Pejić werd beschouwd. Kukësi vocht de transfer aan, waarna Olayinka geschorst werd voor vier maanden. Desondanks speelde Olayinka een goed seizoen en wist hij ook met Skënderbeu de landstitel te veroveren.

### KAA Gent
In december 2015 tekende Olayinka een contract tot medio 2019 bij KAA Gent.

### FK Dukla Praag
Op 12 juli 2016 geraakte bekend dat hij voor 1 jaar wordt uitgeleend aan FK Dukla Praag.

### Zulte Waregem
Na zijn uitleenbeurt bij FK Dukla Praag leende Gent hem voor het seizoen 2017/18 uit aan SV Zulte Waregem.

## Statistieken
| Seizoen | Club               | Land              | Competitie          | Competitie | Competitie | Beker | Beker | Supercup | Supercup | Europees | Europees | Totaal | Totaal |
| Seizoen | Club               | Land              | Competitie          | Wed.       | Dlp.       | Wed.  | Dlp.  | Wed.     | Dlp.     | Wed.     | Dlp.     | Wed.   | Dlp.   |
| ------- | ------------------ | ----------------- | ------------------- | ---------- | ---------- | ----- | ----- | -------- | -------- | -------- | -------- | ------ | ------ |
| 2012/13 | Bylis Ballsh       | Vlag van Albanië  | Kategoria Superiore | 14         | 0          | 10    | 3     | —        | —        | —        | —        | 24     | 3      |
| 2013/14 | →Yenicami Ağdelen  |                   | Birinci Lig         | 21         | 8          | 5     | 6     | 1        | 1        | —        | —        | 27     | 15     |
| 2014/15 | Skënderbeu         | Vlag van Albanië  | Kategoria Superiore | 15         | 6          | 2     | 3     | 0        | 0        | 0        | 0        | 17     | 9      |
| 2015/16 | Skënderbeu         | Vlag van Albanië  | Kategoria Superiore | 18         | 10         | 3     | 0     | 0        | 0        | 6        | 0        | 27     | 10     |
| 2015/16 | KAA Gent           | Vlag van België   | Jupiler Pro League  | 0          | 0          | 0     | 0     | 0        | 0        | 0        | 0        | 0      | 0      |
| 2016/17 | → FK Dukla Praag   | Vlag van Tsjechië | ePojisteni.cz liga  | 29         | 6          | 3     | 1     | 0        | 0        | —        | —        | 32     | 7      |
| 2017/18 | → SV Zulte Waregem | Vlag van België   | Jupiler Pro League  | 13         | 6          | 1     | 0     | 1        | 0        | 4        | 0        | 19     | 6      |
| TOTAAL  | TOTAAL             | TOTAAL            | TOTAAL              | 110        | 35         | 24    | 13    | 2        | 1        | 10       | 0        | 146    | 49     |

Bijgewerkt t.e.m. 2 november 2017.